# Harriet Slater
Harriet Slater, född 28 november 1994, är en brittisk skådespelare.
Slater har bland annat medverkat i filmerna Emily och den magiska resan och Tarot.

## Filmografi (i urval)
- 2020 – Emily och den magiska resan
- 2019–2022 – Pennyworth (TV-serie)
- 2023 – Indiana Jones and the Dial of Destiny
- 2024 – Belgravia: The Next Chapter (TV-serie)
- 2024 – Tarot